# Black Clover: Sword of the Wizard King
Black Clover: Sword of the Wizard King (jap. ブラッククローバー 魔法帝の剣 Burakku kurōbā: Mahōtei no ken) – japoński film animowany z 2023 roku na podstawie mangi Black Clover autorstwa Yūkiego Tabaty. Został wydany równocześnie w japońskich kinach i na platformie Netflix 16 czerwca 2023.
10 kwietnia 2023 zapowiedziano powstanie dwóch powieści na podstawie filmu.

## Fabuła
Asta, chłopiec urodzony bez magii w świecie, gdzie magia jest wszystkim, oraz jego rywal Yuno, genialny mag wybrany przez legendarny czterolistny grymuar, wspólnie walczyli z wieloma potężnymi wrogami, aby udowodnić swoją siłę mimo przeciwności losu i dążyć do bycia najpotężniejszym magiem, „cesarzem magii”.
Conrad Leto, poprzednik Juliusa Novachrono, niegdyś cieszył się szacunkiem ludzi w Królestwie Clover. Jednak niespodziewanie zwrócił się przeciwko królestwu, a następnie został zapieczętowany przez samego Juliusa. Teraz Conrad powrócił i dzierży „Cesarski Miecz”, dążąc do zniszczenia Królestwa Clover i wprowadzenia nowej ery, gdzie zapanuje równość poprzez zniszczenie wszystkiego i przywrócenie do życia tylko tych, których uważa za godnych miejsca w jego wizji społeczeństwa.
Używa mocy miecza, aby wskrzesić trzech królów-magów z przeszłości: Edwarda Avalaché, Princię Funnybunny i Jestera Garandarosa, którzy podzielają jego wizję, w celu osiągnięcia swojego celu.

## Obsada
| Postać                | Japoński dubbing   | Polski dubbing        |
| --------------------- | ------------------ | --------------------- |
| Asta                  | Gakuto Kajiwara    | Maksymilian Michasiów |
| Yuno Grinberryall     | Nobunaga Shimazaki | Dawid Dziarkowski     |
| Noelle Silva          | Kana Yūki          | Monika Daukszo        |
| Yami Sukehiro         | Jun’ichi Suwabe    | Jacek Król            |
| Julius Novachrono     | Toshiyuki Morikawa | Aleksander Sosiński   |
| Conrad Leto           | Toshihiko Seki     | Maciej Wyczański      |
| Edward Avalaché       | Hōchū Ōtsuka       | Robert Jarociński     |
| Princia Funnybunny    | Miyuki Sawashiro   | Aleksandra Hamkało    |
| Jester Garandaros     | Fumiya Takahashi   | Grzegorz Borowski     |
| Millie Maxwell        | Marie Iitoyo       | Maja Szopa            |
| Vanessa Enoteca       | Nana Mizuki        | Vanessa Aleksander    |
| Finral Roulacase      | Jun Fukuyama       | Jakub Szyperski       |
| Secre Swallowtail     | Ayane Sakura       | Kim Grygierzec        |
| William Vangeance     | Daisuke Ono        | Konrad Szymański      |
| Fuegoleon Vermillion  | Katsuyuki Konishi  | Paweł Peterman        |
| Mereoleona Vermillion | Junko Minagawa     | Wiktoria Gorodeckaja  |
| Nozel Silva           | Kōsuke Toriumi     | Maciej Maciejewski    |
| Kuba Rozpruwacz       | Daisuke Namikawa   | Przemysław Glapiński  |
| Charlotte Roselei     | Yū Kobayashi       | Martyna Kowalik       |
| Rill Boismortier      | Natsuki Hanae      | Paweł Wojtaszek       |
| Dorothy Unsworth      | Mariya Ise         | Angelika Kurowska     |
| Kaiser Granvorka      | Ken’ichirō Matsuda | Paweł Szczesny        |
| Magna Swing           | Genki Muro         | Paweł Krucz           |
| Luck Voltia           | Ayumu Murase       | Mateusz Weber         |
| Gauche Adlai          | Satoshi Hino       | Mateusz Kwiecień      |
| Charmy Pappitson      | Kiyono Yasuno      | Angelika Kurowska     |
| Grey                  | Minami Takahashi   | Maja Szopa            |
| Gordon Agrippa        | Ken’ichirō Matsuda | Klaudiusz Kaufmann    |
| Zora Ideale           | Hikaru Midorikawa  | Grzegorz Drojewski    |
| Henry Legolant        | Mitsuki Saiga      | Ignacy Martusewicz    |
| Mimosa Vermillion     | Asuka Nishi        | Katarzyna Domalewska  |
| Klaus Lunettes        | Takuma Terashima   | Michał Mikołajczak    |
| Marx Francois         | Yoshitaka Yamaya   | Krzysztof Szczepaniak |
| Sekke Bronzazza       | Ryōta Ōsaka        | Piotr Bajtlik         |
| Leopold Vermillion    | Kenn               | Mateusz Kwiecień      |
| Sally                 | Minami Tsuda       | Jadwiga Gryn          |
| Bell                  | Aya Uchida         | Magdalena Kusa        |
| Liebe                 | Nobuhiko Okamoto   | Paweł Wojtaszek       |
| Nacht Faust           | Hiro Shimono       | Mateusz Kwiecień      |
| Father Orsi           | Kazuki Nakao       | Krzysztof Szczepaniak |

## Produkcja i wydanie
Film kinowy został zapowiedziany 28 marca 2021 w magazynie Shūkan Shōnen Jump. W 15. numerze Shūkan Shōnen Jump z 13 marca 2022 ogłoszono, że film zadebiutuje w 2023 roku, a Yūki Tabata będzie głównym koordynatorem i projektantem oryginalnych postaci. W październiku 2022 ujawniono, że produkcją zajmie się ekipa produkcyjna odpowiedzialna za serial telewizyjny, z Ayataką Tanemurą jako reżyserem. Scenariusz napisali Johnny Onda i Ai Orii, postacie zaprojektowała Itsuko Takeda, muzykę skomponowała Minako Seki, a za animację odpowiadało studio Pierrot. Początkowo film miał zostać wydany jednocześnie w japońskich kinach przez Shōchiku i cyfrowo w serwisie Netflix na całym świecie 31 marca 2023, ale premiera została przełożona na 16 czerwca tego samego roku z powodu pandemii COVID-19 wpływającej na produkcję. Motywem przewodnim filmu jest utwór „Here I Stand” zespołu Treasure.
29 kwietnia 2023 na oficjalnym koncie filmu na Twitterze ogłoszono, że produkcja filmu została zakończona.

## Odbiór
W okresie od 16 do 18 czerwca produkcja zdobyła 6,4 miliona wyświetleń, stając się 2. najczęściej oglądanym filmem nieanglojęzycznym na platformie Netflix w tygodniu. W kolejnym tygodniu, od 19 do 25 czerwca, zyskał dodatkowe 4,1 miliona wyświetleń, zajmując 3. miejsce wśród najczęściej oglądanych filmów nieanglojęzycznych. Od 26 czerwca do 2 lipca film zdobył kolejne 1,2 miliona wyświetleń, plasując się na 8. miejscu w tym samym rankingu.
W serwisie Rotten Tomatoes film uzyskał ocenę krytyków wynoszącą 86% na podstawie siedmiu recenzji ze średnią ocen 5,8/10.